# 윌리엄 C. 캠벨 (과학자)
윌리엄 세실 캠벨(영어: William Cecil Campbell, 1930년 6월 28일 ~ ) 박사는 아일랜드의 생화학자, 기생충학자이다. 2015년 노벨 생리학·의학상 수상자이다.

## 학력
- 1948년 ~ 1952년:더블린대학교 트리니티칼리지 동물학 (학사)
- 1952년 ~ 1957년:위스콘신 대학교 기생충학 (박사)

## 생애
캠벨은 1930년 아일랜드 더니골주 래멀턴에서 농장 공급자로 일하던 R.J. 캠벨의 셋째 아들로 태어났다. 1952년 트리니티 칼리지에서 동물학 1등급 학위를 받았고, 1957년에는 위스콘신 대학교에서 박사 학위를 받았다. 1957년부터 1990년까지는 치료 연구를 위해 머크 연구소에 합류했고, 1984년부터 1990년까지는 시금 연구와 개발에 대한 수석 과학자 및 지휘자를 맡았다. 1962년에는 미국 시민권을 얻었다. 2002년에는 미국 과학 아카데미의 일원으로 뽑혔다.
캠벨 박사님과 오무라 사토시 박사는 회충 기생으로 인한 감염을 막는 치료 연구로 2015년 노벨 생리학·의학상을 공동 수상했다. (다른 수상자 한 명은 말라리아 치료 연구로 수상한 투유유) 캠벨 박사님은 1951년 노벨 물리학상을 수상한 어니스트 월턴 박사 이후 두 번째로 노벨상을 수상하게 된 아일랜드 과학자가 되었다.